# Yasmine Chatila Zwahlen
Yasmine Chatila Zwahlen (* 1963 in Beirut; heimatberechtigt in Stein AG und Matten) ist eine Schweizer Diplomatin. Sie ist seit 1994 im diplomatischen Dienst des Eidgenössischen Departementes für auswärtige Angelegenheiten (EDA) tätig. Von 2012 bis 2016 war sie Schweizer Botschafterin in Costa Rica. 2017 bis 2021 war sie Botschafterin und Sondergesandte der Schweiz für die Pazifikregion. Seit 2022 ist sie Botschafterin im Königreich Saudi-Arabien.

## Leben und Wirken
Yasmine Chatila wurde als Tochter einer schweizerisch-libanesischen Familie geboren und verbrachte die ersten Lebensjahre im Libanon, wo sie die Deutsche Schule Beirut besuchte. Bei Ausbruch des libanesischen Bürgerkrieges 1975 zog die Familie in die Schweiz, wo die Grosseltern lebten. Yasmine Chatila besuchte das neusprachliche Gymnasium im Kloster Wettingen, wo sie 1983 die Matura abschloss. Nach einer Weiterbildung arbeitete sie zunächst als Pressesekretärin im Informationsdienst der Brown, Boveri & Cie. (BBC), der nachmaligen ABB, in Baden. Ab 1985 studierte sie Englische Sprache und Literatur, Islamwissenschaften und Neuere vorderorientalische Philologie an den Universitäten Bern und Exeter (UK). Nach ihrem Lizenziat der Philosophisch-Historischen Fakultät der Universität Bern trat sie 1994 in den diplomatischen Dienst des Eidgenössischen Departements für auswärtige Angelegenheiten ein und wurde als Stagiaire bei der Direktion für Entwicklung und Zusammenarbeit in Bern sowie in der Schweizer Botschaft in Kairo eingesetzt. Ab Ende 1995 war sie in Bern als diplomatische Mitarbeiterin im Aussenpolitischen Planungsstab des EDA tätig. Von 1997 bis 2000 war sie im Team des EDA-Informationsdienstes als Pressesprecherin tätig. 2000–2001 baute sie an der Ständigen Mission der Schweiz bei der UNO und den Internationalen Organisationen in Genf eine Antenne des EDA-Informationsdienstes und damit die Zusammenarbeit mit den in Genf ansässigen internationalen Medien auf. Von 2001 bis 2005 war sie Stellvertretende Missionschefin auf der Schweizer Botschaft in Damaskus, Syrien. Von 2005 bis 2008 war sie Stellvertretende Missionschefin in Lissabon, Portugal. Die Posten in Damaskus und Lissabon teilte sie mit ihrem Mann Pedro Zwahlen im Jobsharing. Ab 2008 leitete sie in Bern an der Zentrale des EDA die Sektion Bildung, Forschung und Wissenschaft. Zugleich war sie ständiges Mitglied der Schweizer Delegation im CERN-Rat in Genf.
Im August 2012 wurde sie Schweizer Botschafterin in Costa Rica. Die Leitung der Botschaft in San José teilte sie mit ihrem Mann, der als Botschafter in El Salvador, Nicaragua und Panama akkreditiert war. 2017 wurde sie Missionschefin im Jobsharing mit ihrem Mann in Canberra, Australien. Sie vertrat die Schweiz als Sondergesandte in der Pazifikregion und als Botschafterin in Kiribati, Nauru, Papua-Neuguinea, Salomon-Inseln und Vanuatu. Für 2022 wurde zur Botschafterin im Königreich Saudi-Arabien, mit Sitz in Riad, ernannt.
Yasmine Chatila Zwahlen ist mit dem Schweizer Botschafter Pedro Zwahlen verheiratet. Das Paar hat eine Tochter und einen Sohn.